# Sakalava
Os Sakalava compreendem um grupo étnico de da ilha de Madagascar, na costa leste da África. Estão presentes na região oeste e noroeste da ilha, numa faixa ao longo da costa, e em especial na região de Melaky. São aproximadamente 2 milhões de pessoas em 2018.